# Mikael Tillström
Mikael Tillström (Jönköping, 5 de março de 1972) é um ex-tenista profissional sueco.

## ATP Tour Títulos

### Duplas (8 títulos)
| Resultado | N. | Data | Torneio                | Piso     | Parceiro        | Oponentes                         | Placar        |
| --------- | -- | ---- | ---------------------- | -------- | --------------- | --------------------------------- | ------------- |
| Vice      | 1. | 1992 | Hilversum, Holanda     | Saibro   | Mårten Renström | Paul Haarhuis Mark Koevermans     | 7–6, 1–6, 4–6 |
| Campeão   | 1. | 1992 | San Marino             | Saibro   | Nicklas Kulti   | Cristian Brandi Federico Mordegan | 6–2, 6–2      |
| Vice      | 2. | 1994 | Båstad, Suécia         | Saibro   | Nicklas Kulti   | Jan Apell Jonas Björkman          | 2–6, 3–6      |
| Campeão   | 2. | 1997 | Båstad, Suécia         | Saibro   | Nicklas Kulti   | Magnus Gustafsson Magnus Larsson  | 6–0, 6–3      |
| Campeão   | 3. | 1997 | Indianapolis, EUA      | Duro     | Michael Tebbutt | Jonas Björkman Nicklas Kulti      | 6–3, 6–2      |
| Campeão   | 4. | 1998 | St. Petersburg, Rússia | Carpete  | Nicklas Kulti   | Marius Barnard Brent Haygarth     | 3–6, 6–3, 7–6 |
| Vice      | 3. | 1998 | Orlando, EUA           | Saibro   | Michael Tebbutt | Grant Stafford Kevin Ullyett      | 6–4, 4–6, 5–7 |
| Campeão   | 5. | 1998 | Estocolmo, Suécia      | Duro (i) | Nicklas Kulti   | Chris Haggard Peter Nyborg        | 7–5, 3–6, 7–5 |
| Vice      | 4. | 1999 | Båstad, Suécia         | Saibro   | Nicklas Kulti   | David Adams Jeff Tarango          | 6–7, 4–6      |
| Campeão   | 6. | 2000 | Barcelona, Espanha     | Saibro   | Nicklas Kulti   | Paul Haarhuis Sandon Stolle       | 6–2, 6–7, 7–6 |
| Campeão   | 7. | 2000 | Halle, Alemanha        | Grama    | Nicklas Kulti   | Mahesh Bhupathi David Prinosil    | 7–6, 7–6      |
| Campeão   | 8. | 2000 | Båstad, Suécia         | Saibro   | Nicklas Kulti   | Andrea Gaudenzi Diego Nargiso     | 4–6, 6–2, 6–3 |